# بريدن هولتبي
بريدن هولتبي هو لاعب هوكي جليد كندي، ولد في 16 سبتمبر 1989 في لويدمنستر في كندا.

## وصلات خارجية
- بريدن هولتبي على موقع دوري الهوكي الوطني (الإنجليزية)
- بريدن هولتبي على موقع EliteProspects.com (الإنجليزية)
- بريدن هولتبي على موقع Eurohockey.com (الإنجليزية)
- بريدن هولتبي على موقع HockeyDB.com (الإنجليزية)
- بريدن هولتبي على موقع Hockey-Reference.com (الإنجليزية)